# João Francisco de Sousa Coutinho
João Francisco de Sousa Coutinho (Desterro, 23 de março de 1804 — Desterro, 11 de setembro de 1869) foi um compositor e político brasileiro.

## Vida
Filho de Domingos Francisco de Sousa Coutinho e de Genoveva Francisca de Sousa. Casou com Cândida Júlia Marmontel Lacerda, pais de José Cândido de Lacerda Coutinho.
Foi deputado à Assembleia Legislativa Provincial de Santa Catarina na 2ª legislatura (1838 a 1839), na 3ª legislatura (1840 a 1841), na 4ª legislatura (1842 a 1843), na 5ª legislatura (1844 a 1845), na 7ª legislatura (1848 a 1849) (como suplente convocado), na 9ª legislatura (1852 a 1853) (renegou a posse), na 10ª legislatura (1854 a 1855), e na 11ª legislatura (1856 a 1857).
Foi vice-presidente da província de Santa Catarina, tendo assumido a presidência interinamente por duas vezes, de 25 de setembro a 26 de dezembro de 1862 e de 4 a 30 de agosto de 1868.
Foi oficial da Imperial Ordem da Rosa.